# 9 cm FK M.75/96
9 cm armata polowa wz. 1875/1896 (niem. 9 cm Feldkanone M. 75/96) – austro-węgierska armata polowa.
Armata znajdowała się na uzbrojeniu artylerii Cesarskiej i Królewskiej Armii oraz Legionów Polskich w czasie I wojny światowej. Pod koniec 1918 znalazła się na uzbrojeniu 5 Pułku Artylerii Polowej Wojska Polskiego i była wykorzystywana w obronie Lwowa podczas wojny polsko-ukraińskiej oraz przez powstańców śląskich (1919–1921).